# Попова Анастасія Андріївна (Герой Соціалістичної Праці)
Анастасія Андріївна Попова (10 березня 1928 — 14 липня 2008) — передовик радянського сільського господарства, доярка колгоспу «Перемога» Можгинського району Удмуртської АРСР, Герой Соціалістичної Праці (1971).

## Біографія
Народилася в 1928 році в селі Мала Сюга Можгинського району Республіки Удмуртія в селянській російській сім'ї.
Завершила навчання в п'яти класах школи. На початку Другої світової війни, у віці 15-ти років, з травня 1942 по липень 1945 року, працювала оператором на Іжевському машинобудівному заводі. Після війни приїхала в місто Можга, де два роки працювала на склозаводі «Хімік», а з листопада 1947 року по грудень 1948 року робочою Можгинського маслозаводу.
В подальшому стала працювати в колгоспі «Перемога», з 1953 по 1978 роки — дояркою. У 1970 році Анастасія Андріївна змогла отримати від кожної з 20 корів в середньому по 3502 кілограма молока, зберегла і виростила 20 телят.
Указом Президії Верховної Ради СРСР від 8 квітня 1971 року за досягнення високих показників у сільському господарстві і рекордні надої молока Анастасії Андріївні Поповій присвоєно звання Героя Соціалістичної Праці з врученням ордена Леніна і медалі «Серп і Молот».
З 1978 року на заслуженому відпочинку.
Проживала в Можгинському районі. Померла 14 липня 2008 року.

## Нагороди
- золота зірка «Серп і Молот» (08.04.1971)
- орден Леніна (08.04.1971)
- Орден Трудового Червоного Прапора (1966)
- Медаль Материнства 2-го ступеня
- інші медалі.